# Строкова, Евгения Григорьевна
Евге́ния Григо́рьевна Стро́кова (род. 13 августа 1965, Фрунзе) — депутат Жогорку Кенеша VI-созыва, входила в Комитет по социальным вопросам, образованию, науке, культуре и здравоохранению.

## Биография
Родилась 13 августа 1965 года в г. Фрунзе (Бишкек) Чуйской области Кыргызской Республики.
Образование высшее. Окончила Кыргызский Женский Педагогический институт имени В. Маяковского в 1990 г., по специальности преподаватель педагогики и психологии.
Трудовую деятельность начала в 1984 г. в детском саду № 42, в качестве воспитателя.
- С 1986 г. по 1992 г. — воспитатель-методист в ясли/сад-№ 103 «Теремок».
- С 1992 г. по 1993 г. — учитель СШ № 25 г. Бишкек.
- С 2003 г. по 2007 г. работала по проекту «Симера» «Многоязычное образование», Ассоциация Центров Поддержки Гражданского Общества.
- С 1993 г. по 2014 г. — учитель начальных классов и заместитель директора по УВР СШ № 73 г. Бишкек.
- С 2014 г. по 2015 г. — директор Центра образования Октябрьского района.
- С октября 2015 г. — избрана депутатом Жогорку Кенеша Кыргызской Республики VI-созыва по списку Социал-демократической партии Кыргызстана.

Воспитывает дочь.

## Награды
- Грамота Центра Образования
- Грамота Управления Образования г. Бишкек (две)
- Грамота Министерства Образования
- Грамота за активное участие в деятельности Социал-демократической партии Кыргызстана, преданности её программе и идеям.
- Значок «Отличник народного образования»
- Специальный нагрудный знак «Герой апрельской народной революции»
- Памятный знак «МПА СНГ. 25 лет» (13 октября 2017 года) — за содействие в деятельности Межпарламентской Ассамблеи и её органов[1]